# Demokratyczni Socjaliści Ameryki
Demokratyczni Socjaliści Ameryki (ang. Democratic Socialists of America, DSA) – amerykańskie stowarzyszenie o profilu lewicowym, socjalistyczno-demokratycznym, socjaldemokratycznym oraz propracowniczym.

## Historia
DSA ma swoje korzenie w Socjalistycznej Partii Ameryki (SPA), której najważniejszymi liderami byli Eugene V. Debs, Norman Thomas i Michael Harrington. W 1973 Harrington, przywódca mniejszościowej frakcji, która sprzeciwiła się prawicowej zmianie i przekształceniu się SPA w stowarzyszenie Socjaldemokratów (SDUSA) podczas krajowej konwencji partii w 1972. W związku z tym utworzył organizację Demokratyczny Socjalistyczny Komitet Organizacyjny (DSOC). Inną frakcją, która podzieliła się po konwencji, była Socjalistyczna Partia USA (SPUSA), która pozostaje niezależną demokratyczną socjalistyczną partią polityczną. DSOC, słowami Harringtona „resztka resztki”, wkrótce stała się największą demokratyczną grupą socjalistyczną w Stanach Zjednoczonych. W 1982 połączyła się z New American Movement (NAM), koalicją intelektualistów wywodzących się z ruchów Nowej Lewicy w latach 60. i byłych członków partii socjalistycznych oraz komunistycznych Starej Lewicy.
Początkowo organizacja składała się z około 5000 byłych członków DSOC i 1000 byłych członków NAM. Po założeniu DSA, Harrington i socjalistyczno-feministyczna autorka Barbara Ehrenreich zostali wybrani współprzewodniczącymi organizacji. DSA nie wystawia swoich kandydatów w wyborach, ale zamiast tego „walczy dziś o reformy, które osłabią siłę korporacji i zwiększą siłę ludzi pracujących”. Organizacja czasami wyrażała poparcie dla kandydatów Partii Demokratycznej czy Partii Zielonych podczas wyborów – zwłaszcza Waltera Mondale’a, Jesse’a Jacksona, Johna Kerry’ego, Baracka Obamę, Berniego Sandersa czy Ralpha Nadera.
DSA jest największą organizacją socjalistyczną w Stanach Zjednoczonych od ponad wieku. We wrześniu 2018 liczba członków wynosiła 50 000, a liczba lokalnych oddziałów 181. W grudniu 2017 mediana wieku członkostwa wynosiła 33 lata, w porównaniu z 68 w 2013. W wyborach w 2017 piętnastu kandydatów, którzy byli członkami DSA, zostało wybranych na urząd w trzynastu stanach, w szczególności Lee J. Carter w Izbie Delegatów Wirginii, dołączając do dwudziestu członków, którzy już zostali wcześniej wybrani na stanowisko w całym kraju. W listopadzie 2018 dwie członkinie DSA, Alexandria Ocasio-Cortez oraz Rashida Tlaib zostały wybrane do Izby Reprezentantów. Jedenaście innych osób zostało wybranych do stanowych ustawodawców.

## Publikacje
DSA publikuje Democratic Left, kwartalnik z wiadomościami i analizami. Publikacja kontynuowana jest nieprzerwanie od oryginalnego Newsletter of the Democratic Left publikowanego przez DSOC (prekursor DSA) od czasu jej powstania w 1973. W 2008 członkowie DSA działający w amerykańskim ruchu robotniczym założyli Talking Union, blog, który koncentruje się na polityce pracy, walki i strategie klasy pracującej.
Lewicowy kwartalnik Jacobin jest również uważany za bardzo bliski organizacji, ponieważ jego redaktor – Bhaskar Sunkara jest członkiem DSA; jednak nie ma oficjalnych powiązań między magazynem a DSA.

## Ideologia
Członkowie DSA mają poglądy od ekosocjalizmu, socjalizmu demokratycznego, socjalizmu wolnościowego po komunizm.
Organizacja uważa zniesienie kapitalizmu i urzeczywistnienie socjalizmu za stopniowy długoterminowy cel, dlatego koncentruje swoją bezpośrednią energię polityczną na reformach wewnątrz kapitalizmu, które wzmacniają ludzi pracy, jednocześnie zmniejszając siłę korporacji. DSA prezentuje również poglądy antyrasistowskie, antyfaszystowskie, feministyczne oraz wspierające prawa osób LGBT.
DSA jest członkiem, od momentu założenia w 1982, Międzynarodówki Socjalistycznej (SI). Jednak w 2017 DSA zagłosowało za opuszczeniem SI w sierpniu 2017, w związku z przyjęciem tego, co DSA postrzegało jako neoliberalną politykę gospodarczą.
W programie politycznym DSA na 2021 znalazły się takie postulaty jak zniesienie Kolegium Elektorów Stanów Zjednoczonych i Senatu, podniesienie płacy minimalnej, gwarancję zatrudnienia, wprowadzenie publicznej ochrony zdrowia, darmowych żłobków i bezpłatnych studiów. Organizacja domagała się również budowy przez państwo tanich mieszkań, wprowadzenia programu reform mających walczyć ze zmianami klimatu — Green New Deal. Opowiada się również za prawem do dokonania aborcji na terenie całych Stanów Zjednoczonych oraz bezpłatnego programu zapłodnienia in vitro.
W polityce zagranicznej organizacja opowiada się za wyjściem USA z NATO, poprawienie relacji Stanów Zjednoczonych z Iranem, Chinami, Wenezuelą i Kubą. Partia deklaruje antysyjonizm i postuluje nałożenie sankcji na państwo Izrael za zbrodnie wojenne. DSA chce likwidacji USAID. Ponadto proponuje referenda w sprawie terytorium Hawajów, Puerto Rico i terytorium inkorporowanych Stanów Zjednoczonych, w których zapytano by obywateli czy życzą sobie pozostać amerykańskim stanem, czy uzyskać niepodległość.